# 阿克塞尔·斯托勒
阿克塞尔·斯托勒（瑞典語：Axel Ståhle，1891年2月1日—1987年11月21日），瑞典男子马术运动员。他曾代表瑞典参加1924年夏季奥林匹克运动会马术比赛，获得团体场地障碍赛金牌。